# Pseudichnea calceata
Pseudichnea calceata là một loài bọ cánh cứng trong họ Cleridae. Loài này được Chevrolat miêu tả khoa học năm 1843.